# František Vitásek (kněz)
František Vitásek SDB (15. července 1915 Břuchotín – 12. června 1979 Šluknov), byl český katolický kněz, člen řádu salesiánů, chrámový hudebník, hudební pedagog, varhaník a hudební skladatel, autor chrámové hudby, operet a tanečních skladeb, politický vězeň komunistického režimu.

## Studium
Pocházel z Hané z rolnické rodiny. Dnes už nevíme, jak se dověděl o salesiánech, ale je zřejmé, že po dokončení obecné školy studoval na gymnáziu, protože jeho jméno se poprvé objevuje v katalogu fryštackých salesiánských chovanců ve školním roce 1932-1934 mezi kvintány. V následujícím roce byl přijat do noviciátu ve Sv. Beňadiku na Slovensku.
První řádové sliby složil 31. července 1934 v roce svatořečení zakladatele řádu Dona Boska. Filozofii studoval v nově otevřeném domě v Ostravě. Na podzim roku 1936 byl poslán na asistenci (stupeň řádové formace) do noviciátu ve Sv. Beňadiku. Prožil zde celé tři roky. Vrátil se na podzim roku 1939, už do Protektorátu Čechy a Morava. Začal studovat teologii v Ostravě. V roce 1942, když byl ve třetím ročníků došlo záboru ostravského ústavu a salesiáni se stěhovali do Fryštáku. Jelikož bohoslovcům hrozilo nucené pracovní nasazení, byli bohoslovci v posledním ročníku, ve kterém byl také Vitásek, vysvěceni na kněze v nejkratším možném termínu, tedy 22. listopadu 1942. Jelikož byl nacisty na podzim roku 1943 zabrán i fryštacký ústav, dokončoval teologická studia v Brně.
Když se na podzim roku 1943 přemístili kvintáni zabraného fryštackého ústavu do Dvorku u Přibyslavi byl sem poslán jako zpovědník. V posledním roce války byl opět v Brně u bohoslovců. Po válce s nimi přešel do Mníšku pod Brdy. Posléze se salesiánští teologové odstěhovali z Mníšku do Oseka, avšak Vitásek zůstal, jako ředitel nového díla ústavu pro pozdně povolané, v Mníšku pod Brdy.

## Internace a uvěznění po roce 1948
Dne 25. února 1948 se stal tehdejší magistr noviců Antonín Dvořák, po Ignáci Stuchlém, řádovým inspektorem. Na místo magistra byl vybrán on. Rozloučil se s Mníškem během školního roku a odstěhoval se do Hodoňovic. Bylo mu popřáno vychovat pouze jeden ročník. Když přišel, dokončil ten rok pouze práci svého předchůdce a následující ročník po tom úplném už nedokončil. V roce 1950 v dubnu v noci ze 13. na 14. byl v rámci Akce K, kterou provedla Státní bezpečnost, odvezen do internačního kláštera Želiv, zatímco ostatní salesiánští představení do oseckého kláštera. Jemu svěření novici byli po několika dnech rozehnání do svých domovů.
V Želivské internaci byl ve velké vážnosti pro svoje hudební nadání. Komponoval a řídil sbory, pokud mohli mít internovaní účast na společné bohoslužbě. Z Želiva byl propuštěn v roce 1955. Po krátkém čase ho spolubratři pozvali na křímovskou přehradu. Zde dělal topiče na ubikacích a mohl alespoň částečně pokračovat ve svém poslání magistra. Dlouho to ovšem netrvalo. V následujícím roce začalo na Moravě zatýkání salesiánských spolubratří. Na křímovskou přehradu tato vlna dorazila v říjnu 1957. StB si vybrala čtyři spolubratry P. Kubína, P. Zerzána, P. Vitáska a pana Jaroslava Kopeckého. Odvezli je do Litoměřic do vazby. Soud měli v následujícím roce v lednu. Soud mu vyměřil rok vězení. Jeho vina byla, že pro spolubratry celebroval (sloužil mši svatou), že se s nimi společně modlil a míval večerní slůvka; že žil společně s ostatními na ubikacích stavby. Tím nebezpečně podvracel republiku, jak stálo v rozsudku.

## Život v reálném socialismu
Po propuštění se už na stavbu nevrátil. Zůstal na Moravě a pracoval v JZD jako skladník a uplatňoval své ojedinělé hudební nadání. Působil jako varhaník ve Zdounkách a pak v Luhačovicích. Tam ho zastihl rok 1968 a následující uvolnění v církevní politice státu. Již v roce 1969 ho pozval Vojtěch Fuglík, který začal působit v Trmicích, aby se zapojil do jeho díla. Dělal varhaníka a dokud to šlo i vypomáhal v duchovní správě. Normalizační tlak to brzy znemožnil. Bydlel v domku na proti faře a učil toho, kdo měl zájem hlavně děti, hrát na různé nástroje. Vydržel v Trmicích až do roku 1974 i po odchodu Fuglíka a návratu biskupa Otčenáška na trmickou faru. Poté se Vitásek odstěhoval do Šluknova. Zde dělal varhaníka p. Václavu Teplému. Bydlel v domku, který faře odkázal předchůdce p. Teplého. Měl však potíže ze srdcem a 12. června 1976 vyšel nakoupit limonády pro řemeslníka, který mu v domku něco opravoval. Před krámem se mu udělalo nevolno a než se dostavila pomoc skonal.
Šluknovští farníci, které si získal za krátkou dobu, co zde žil svou tichostí a svatostí, která z něj vyzařovala, se s ním rozloučili 18. června 1979 ve farním kostele zádušní bohoslužbou. Následně byl převezen a pochován 19. června 1979 ve svém rodném Břuchotíně.

## Dílo
Pro salesiány byl svatým spolubratrem. Byl nenápadný tichý, ale přesný v plnění povinností, zachovávání stanov a pravidel. Měl od Boha vzácný dar, ojedinělé hudební nadání, absolutní hudební sluch, který nepotřeboval žádné ladičky a vždy přesně intonoval. Byl autorem řady sborů, několika mší, z nichž jednu napsal v Želivě v internaci. Napsal také velmi úspěšnou operetku na libreto od P. Stanislava Dvořáka "Do Betléma" a hudbu k jiným divadelním hrám. Bylo škoda, že se mu vlivem válečných událostí v době jeho formace nedostalo patřičného odborného hudebního vzdělání. Měl dar invence a spoustu nápadů, dovedl psát překrásné melodie. Doplňoval ho P. Januš, který měl možnost během teologických studií v Lublani získat odborné hudební vzdělání. Úspěšně instrumentoval některé skladby Vitáska a pomohl jim k rozšíření a úspěchu. Vitásek měl také přirozený tenorový hlas, který dovedl, kde bylo třeba, dobře uplatnit. Jeho skladby ovšem leží dnes takřka zapomenuty, i když znalci považují jeho hudební práce, dosud ne zcela probádané, za dílo s trvalou hodnotou. Jako magistr dal, novicům které vedl, osobní příklad, ze kterého jeho svěřenci čerpali v následujících svých osobních životních zkouškách.